# Oleg Božjev
Oleg Felevič Božjev (rusky Олег Фелевич Божьев; * 25. srpna 1961 Moskva, Ruská SFSR) je bývalý sovětský a ruský rychlobruslař.
Na velkých mezinárodních závodech se představil poprvé v roce 1984. Tehdy vyhrál při svém debutu Mistrovství světa ve víceboji a na Zimních olympijských hrách získal bronzovou medaili v závodě na 1500 m; kromě toho byl pátý na olympijské pětikilometrové distanci. V letech 1985, 1986 a 1987 vždy vybojoval stříbrnou medaili na světovém vícebojařském šampionátu, roku 1985 se navíc umístil na páté příčce na Mistrovství světa ve sprintu a také získal bronz na Mistrovství Evropy. V roce 1987 se poprvé objevil v závodech Světového poháru. Pravidelně závodit přestal v roce 1989, výjimkou byl start na evropském šampionátu 1992.